# Carlisle United F.C.
Carlisle United Football Club – angielski klub piłkarski z siedzibą w Carlisle, grający obecnie w rozgrywkach National League.

## Obecny skład
Stan na 31 stycznia 2023 roku.
| Nr | Poz. | Piłkarz                 |
| -- | ---- | ----------------------- |
| 1  | BR   | Tomáš Holý              |
| 2  | OB   | Joel Senior             |
| 3  | OB   | Jack Armer              |
| 4  | PO   | Owen Moxon              |
| 5  | OB   | Morgan Feeney (kapitan) |
| 6  | OB   | Paul Huntington         |
| 7  | NA   | Jordan Gibson           |
| 8  | PO   | Callum Guy              |
| 9  | NA   | Ryan Edmondson          |
| 10 | NA   | Omari Patrick           |
| 11 | PO   | Brennan Dickenson       |
| 13 | BR   | Gabriel Breeze          |
| 14 | NA   | Kristian Dennis         |
| 15 | PO   | Taylor Charters         |
| 16 | NA   | Tobi Sho-Silva          |

| Nr | Poz. | Piłkarz                                                |
| -- | ---- | ------------------------------------------------------ |
| 17 | OB   | Corey Whelan                                           |
| 18 | PO   | Josh Dixon                                             |
| 20 | OB   | Jack Ellis                                             |
| 21 | BR   | Scott Simons                                           |
| 22 | OB   | Jon Mellish                                            |
| 25 | OB   | Fin Back (Wypożyczony z Nottingham Forest)             |
| 26 | OB   | Ben Barclay (piłkarz) (Wypożyczony z Stockport County) |
| 27 | NA   | Nic Bollado                                            |
| 28 | PO   | Jamie Devitt                                           |
| 29 | PO   | Jayden Harris                                          |
| 30 | BR   | Michael Kelly                                          |
| 33 | OB   | Jack Robinson (Wypożyczony z Middlesbrough)            |
| 35 | PO   | Alfie McCalmont (Wypożyczony z Leeds United)           |
| 36 | NA   | John-Kymani Gordon (Wypożyczony z Crystal Palace)      |
| 41 | NA   | Joe Garner                                             |